# Elins socken
Elin var en socken i Vilske härad i Västergötland. Den ingår nu i Falköpings kommun i den del av Västra Götalands län som tidigare ingick i Skaraborgs län. 
Under medeltiden utgjorde östra delen av nuvarande Göteve socken en egen socken vid namn Elin. 1403 omtalas "Elina sokn". Det påstås finnas en tradition att Elins kyrka var helgad åt Sankta Elin av Skövde och att det var i Göteve och inte i Götene hon ska ha blivit mördad. Det sägs även att prästen i Elin bodde på Långholmen ute i Mönarpa mossar och att han brukade ro över mossarna till Elins kyrka.
Elins socken uppgick efter 1546 i Göteve socken. Kyrkan låg ett par kilometer öster om Göteve kyrka.